# Francisco Bravo de Saravia
Francisco Bravo de Saravia y Ovalle Osorio de Cáceres y Pastene, I marqués de la Pica (Santiago, 1628 - 28 de agosto de 1703) fue un militar y político español.

## Biografía

Armas de la familia Bravo de Saravia.

Fue sargento mayor del Reino de Chile y mestre de campo. Fue Regidor, Alcalde y corregidor de Santiago. Encomendero de Pullally, Illapel, Curinón y Llopeo. Fue creado marqués de la Pica por Real Cédula de 18 de julio de 1684.
El marqués falleció el 28 de agosto de 1703 y enterrado en la capilla que poseía la familia, donde más tarde, el 24 de enero de 1710, le haría compañía su mujer.

## Familia
Se casó con Marcela Sáenz de Henestrosa y Sáenz de Mena, teniendo a Jerónimo Bravo de Saravia y Henestrosa.

| Predecesor: - | Marqués de la Pica | Sucesor: Marcela Bravo de Saravia |